# Alain Colas

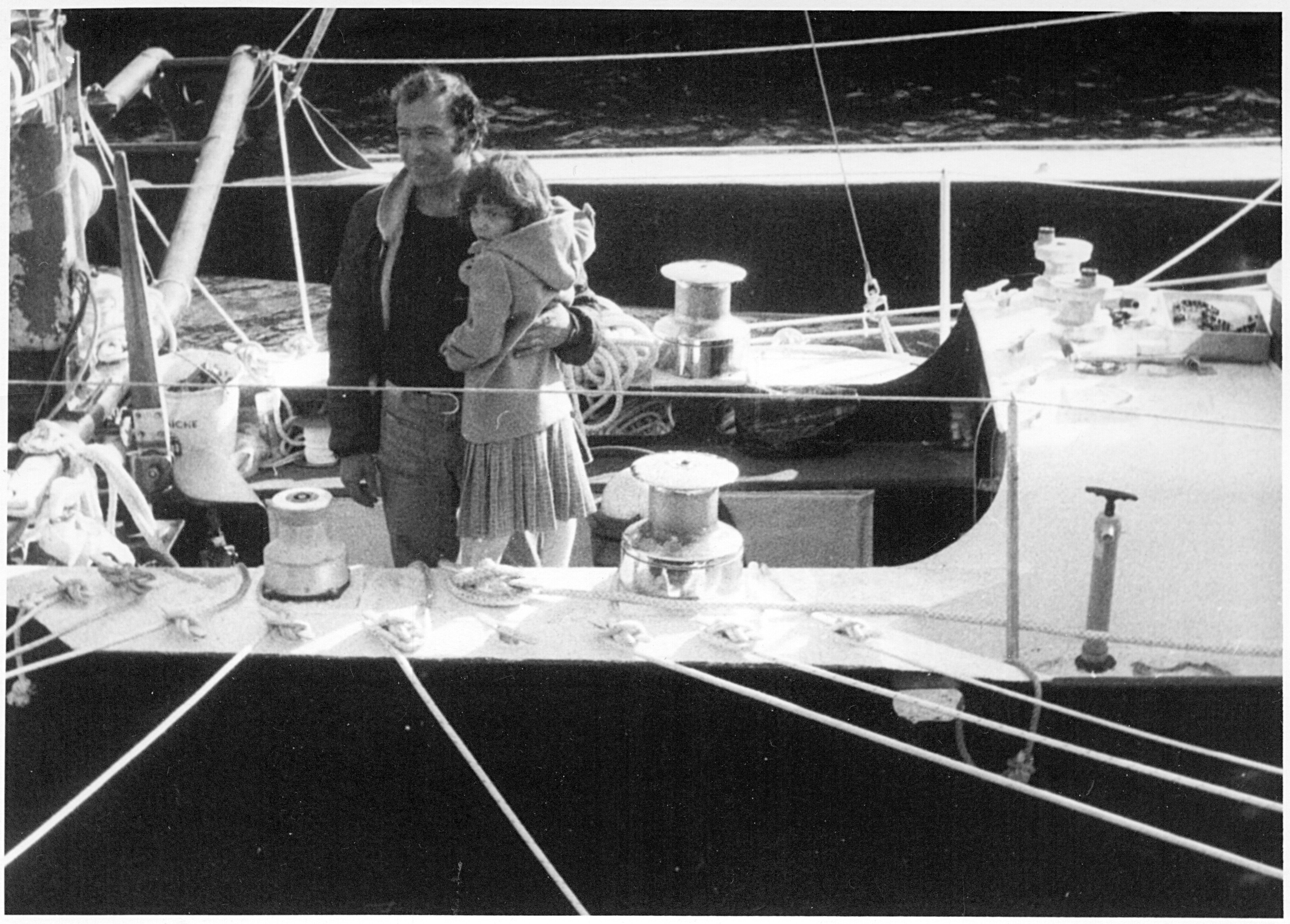
Alain Colas (links) in Saint-Malo (1978)

Alain Colas (Clamecy (Nièvre), 16 september 1943 - Atlantische Oceaan, november 1978) was een Frans zeiler.

## Levensloop

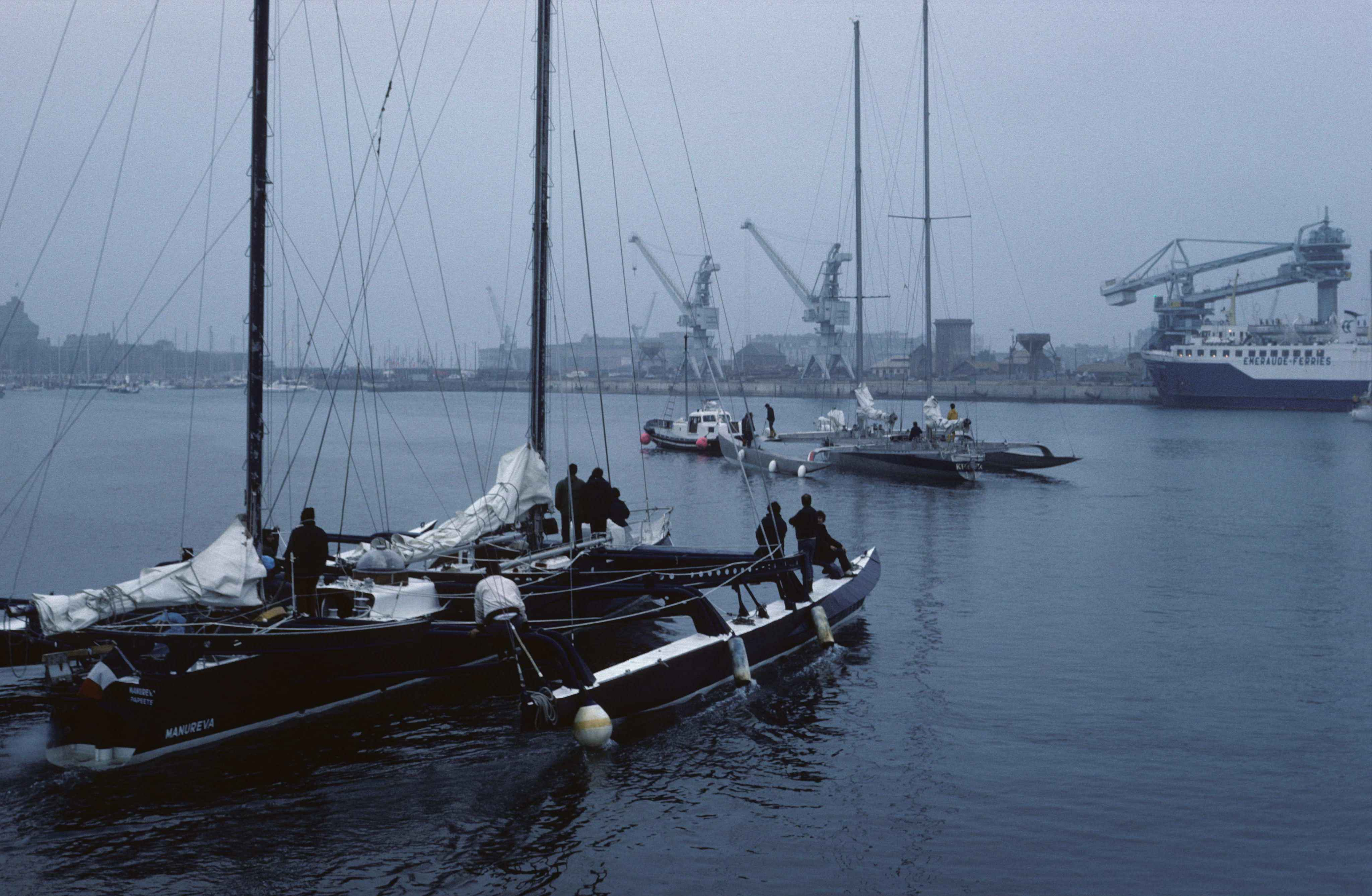
De Manureva (voorgrond) in de haven van Saint-Malo (1978)

Colas was de zoon van een fabriekseigenaar. Hij studeerde Engels in Dijon en vervolgens aan de Sorbonne-universiteit in Parijs. In januari 1963 trok hij naar Sydney om er als docent aan de plaatselijke universiteit Frans te onderwijzen. In de Baai van Sydney leerde hij zeilen. Ervoor was hij al wel bezig met watersport; zo had hij drie jaar eerder in Clamecy een club voor kajak- en kanovaren opgericht. In 1967 maakte Colas in Sidney kennis met de bekende Franse lange-afstandszeiler Éric Tabarly.
Colas besliste een poging te ondernemen om als eerste solo rond de wereld te zeilen in een catamaran. Hij liet de Pen Duick IV, gebouwd door Tabarly, hiertoe ombouwen en herdoopte de boot in Manureva (Tahitiaans voor "eilandvogel"). Op 8 september 1973 vertrok hij uit de haven van Saint-Malo. Op 3 maart 1974 rondde hij Kaap Hoorn en 28 maart kwam hij terug aan in Saint-Malo. Zo verbrak hij het record voor kortste solo-zeiltocht om de wereld van sir Francis Chichester met 32 dagen. In 1976 nam hij deel aan een trans-Atlantische zeilrace in een zelfontworpen zeilschip.
In november 1978 nam hij deel aan de eerste Route du Rhum vanuit Saint-Malo naar Guadeloupe. Na elf dagen, hij voer toen aan de leiding, kwam zijn catamaran de Manureva terecht in een cycloon in de buurt van de Azoren. Op 16 november zond hij een laatste radiobericht uit. Hij verdween met zijn boot op zee.

### Familie
Colas was gehuwd met een Tahitiaanse, die hij in 1971 had leren kennen. Het echtpaar had drie kinderen.

## Mediafiguur
Alain Colas bediende zich van allerlei media (kranten en tijdschriften, televisie) om zijn zeilraces mogelijk te maken. Ook was hij een van de eersten die actief op zoek ging naar sponsorcontracten.